# Blackberry Smoke
Blackberry Smoke is een Amerikaanse rockband, die in 2000 is opgericht door Charlie Starr (leadzanger en gitarist), Paul Jackson (gitaar en zang), Richard Turner (bas en zang) en Brit Turner (drums). Keyboardspeler Brandon Still is sinds 2007 lid van de band.

## Biografie
De band speelt met name southern rock, stevige rock die afkomstig is uit het zuiden van de Verenigde Staten, met invloeden van country, bluesrock en hardrock. De band werd al snel bekend door de vele optredens die ze verzorgen. Ze spelen regelmatig als hoofdact maar ze treden ook op als voorprogramma van bands als ZZ Top, Lynyrd Skynyrd en Gov't Mule.
In 2003 brachten ze hun eerste ep uit, genaamd New honky tonk bootlegs.  In dat jaar verscheen ook het eerste album Bad luck ain’t no crime. Dit album en de opvolger Little piece of Dixie uit 2009 haalden de hitlijsten niet. Met de volgende albums lukte dat wel. Inmiddels heeft Blackberry Smoke  zes studioalbums uitgebracht, de meest recente is Find a light uit april 2018. In 2014 hebben ze een live-album uitgebracht Leave a scar: live in North Carolina.
De albums Holding all the roses (2015) en Like an arrow (2016) behaalden beide de eerste plaats in de US Country Charts en in de Engelse Rock and Metal Charts. Like an arrow behaalde een twaalfde plek in de Amerikaanse Billboard 200. In oktober 2018 heeft Blackberry Smoke een akoestische ep uitgebracht, The Southern ground sessions, opgenomen in Nashville. In de Verenigde Staten brengt de band hun albums uit op haar eigen platenlabel 3 Legged Records, in Europa op Earache Records.

## Discografie

### Studioalbums
- Bad luck ain’t no crime (2003)
- Little piece of Dixie (2009)
- The Whippoorwill (2012)
- Holding all the roses (2015)
- Like an arrow (2016)
- Find a light (2018)
- You hear Georgia (2021)
- Be right there (2024)

### Livealbum
- Leave a scar: live in North Carolina

### Ep's
- New honky tonk bootlegs (2003)
- Little piece of Dixie (2008)
- Wood, wire & roses (2015)
- The Southern ground sessions (2018)